# Consistórios de Clemente XII
O Papa Clemente XII (r. 1730–1740) criou 35 cardeais em 15 consistórios .

## 14 de agosto de 1730

### in pectore
1. Neri Maria Corsini (1685-1770) (publicado em 11 de dezembro de 1730)

## 2 de outubro de 1730
1. Alessandro Aldobrandini (1667-1734)
2. Girolamo Grimaldi (1674-1733)
3. Bartolomeo Massei (1663-1745)
4. Bartolomeo Ruspoli (1697-1741)

## 11 de dezembro de 1730

### RevelaçãoIn pecture
1. Neri Maria Corsini (1685-1770) (in pectore 14 de agosto de 1730)

## 24 de setembro de 1731
1. Vincenzo Bichi (1668-1750)
2. Sinibaldo Doria (1664-1733)
3. Giuseppe Firrao (1670-1744)
4. Antonio Saverio Gentili (1681-1753)
5. Giovanni Antonio Guadagni (1674-1759)

## 1 de outubro de 1732
1. Troiano Acquaviva d'Aragona (1694-1747)
2. Agapito Mosca (1678-1760)

## 2 de março de 1733
1. Domenico Riviera (1671-1752)

## 28 de setembro de 1733
1. Marcello Passeri (1678-1741)
2. Giovanni Battista Spínola (1681-1752)

## 24 de março de 1734
1. Pompeio Aldrovandi (1668-1752)
2. Serafino Cenci (1676-1740)
3. Pietro Maria Pieri (1676-1743)
4. Giacomo Lanfredini (1680-1741)

## 17 de janeiro de 1735
1. Giuseppe Spinelli (1694-1763)

## 19 de dezembro de 1735
1. Luís, Conde de Chinchón (1727-1785)

## 20 de dezembro de 1737
1. Tomás de Almeida (1670-1754)
2. Henri-Osvald da Tour d'Auvergne de Bouillon (1671-1747)
3. Joseph Dominicus von Lamberg (1680-1761)
4. Gaspar de Molina y Oviedo (1679-1744)
5. Jan Aleksander Lipski (1690-1746)
6. Carlo Rezzonico (1693-1769) (Futuro Papa Clemente XIII)

### in pectore
1. Raniero d’Elci (1670-1761) (publicado em 23 de junho de 1738)

## 23 de junho de 1738
1. Domenico Silvio Passionei (1682-1761)

### RevelaçãoIn pecture
1. Raniero d’Elci (1670-1761) (in pectore 20 de dezembro de 1737)

## 19 de dezembro de 1738
1. Silvio Valenti Gonzaga (1690-1756)

## 23 de fevereiro de 1739
1. Carlo Gaetano Stampa (1667-1742)
2. Pierre Guérin de Tencin (1680-1758)

## 15 de junho de 1739
1. Marcellino Corio (1664-1742)

## 30 de setembro de 1739
1. Prospero II Colonna (1662-1743)
2. Carlo Maria Sacripante (1689-1758)